# Nancy Kulp

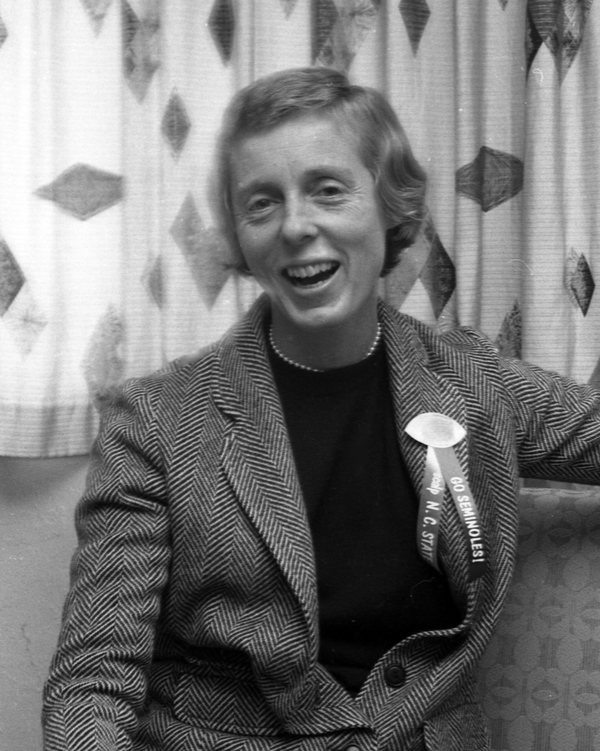
Nancy Kulp (1960er-Jahre)

Nancy Jane Kulp (* 28. August 1921 in Harrisburg, Pennsylvania; † 3. Februar 1991 in Palm Desert, Kalifornien) war eine US-amerikanische Schauspielerin und Politikerin.

## Leben und Karriere
Die Tochter eines Anwalts und einer Lehrerin erwarb einen Abschluss in Journalismus von der Florida State University, wo sie auch eine eigene Radioshow Tassle McLaughlin, Woman schrieb und in ihr spielte. In den 1940er-Jahren arbeitete sie als Journalistin und Publizistin für verschiedene Zeitungen, Radio- und Fernsehstationen in Florida. Den Journalismus beschrieb sie später als „ihre erste Liebe“. In diesem Jahrzehnt diente sie auch im Rahmen des Zweiten Weltkrieges bei den WAVES.
Zur hauptberuflichen Schauspielerei kam sie über einen Umweg: in den frühen 1950er-Jahren zog sie nach Kalifornien und arbeitete dort in der Publicityabteilung von Metro-Goldwyn-Mayer. Hier soll ihr empfohlen worden sein, nach verschiedenen Berichten entweder von ihrem damaligen Ehemann Charles Dacus oder gleich von Star-Regisseur George Cukor, es mit der Schauspielerei zu versuchen. Ihr Filmdebüt gab sie 1951 mit einer kleineren Nebenrolle in Cukors Komödie The Model and the Marriage Broker, auch ihr zweiter Film Happy-End … und was kommt dann? aus dem Folgejahr entstand unter Cukors Regie. Sie spielte in den folgenden Jahren zumeist kleinere Nebenrollen in bekannten Filmen wie Mein großer Freund Shane (1953), Sabrina, Ein neuer Stern am Himmel (beide 1954), Eva mit den drei Gesichtern (1957) und Die Vermählung ihrer Eltern geben bekannt (1961). Parallel übernahm sie viele Fernsehrollen; dabei fiel ihr komödiantisches Talent vor allem ab 1955 durch die Sitcom Alle lieben Bob auf, in der sie an der Seite von Robert Cummings wiederkehrend die schrullige Nachbarin und Vogelkundlerin Pamela Livingstone verkörperte. In Alle lieben Bob wie auch in anderen Auftritten verkörperte Kulp oftmals das „Mauerblümchen“.
Breite Bekanntheit bei bestimmten Generationen von Amerikanern erreichte Kulp vor allem durch ihre Rolle der Miss Jane Hathaway in der Sitcom The Beverly Hillbillies, welche zwischen 1962 und 1971 entstand und in den USA ein großer Quotenerfolg war. In der Rolle der Miss Hathaway verkörperte Kulp die kompetente, treue und etwas altjüngferliche Sekretärin eines Bankpräsidenten, dessen Fehler sie regelmäßig ausbügeln muss, meist ohne dafür Dank zu ernten. 1967 erhielt Kulp für eine Darstellung eine Emmy-Nominerung. Nach dem Ende von The Beverly Hillbillies war sie auch in den 1970ern und 1980ern weiter als Gaststar in diversen Fernsehserien wie Sanford and Son, Love Boat oder Agentin mit Herz zu sehen, jedoch ohne noch einmal eine ähnlich populäre Rolle zu erhalten. Insgesamt umfasst ihr filmisches Schaffen bis einschließlich 1989 mehr als 95 Film- und Fernsehproduktionen. Daneben spielte sie viel Theater, u. a. 1980/1981 am Broadway in Morning's at Seven.
Kulp engagierte sich auch politisch und gesellschaftlich in verschiedenen Organisationen und war jahrelanges Vorstandsmitglied der Schauspielgewerkschaft Screen Actors Guild. 1984 wurde Kulp in Pennsylvania, wo sie damals lebte, als demokratische Kandidatin für das Repräsentantenhaus der Vereinigten Staaten aufgestellt. Sie unterlag aber in dieser klar republikanisch dominierten Gegend wie erwartet dem langjährigen Amtsinhaber Bud Shuster mit 33,6 % zu 66,4 %. Besonders verärgerte sie, dass Buddy Ebsen, ihr langjähriger Co-Star in The Beverly Hillbillies und Republikaner, sich während des Wahlkampfes in öffentlicher Form gegen sie positioniert hatte. Danach unterrichtete sie zeitweise am privaten Juniata College in Huntingdon Film- und Fernsehgeschichte.
Ihre einzige Ehe mit Charles Dacus wurde 1961 nach zehn Jahren geschieden. In einem Interview wenige Jahre vor ihrem Tod soll Kulp angedeutet haben, lesbisch zu sein. Sie starb 1991 im Alter von 69 Jahren an einer Krebserkrankung.

## Filmografie (Auswahl)

### Kino
- 1951: The Model and the Marriage Broker
- 1952: Happy-End … und was kommt dann? (The Marrying Kind)
- 1953: Mein großer Freund Shane (Shane)
- 1953: Der Tolpatsch (The Caddy)
- 1953: Here Come the Girls
- 1954: Sabrina
- 1954: Ein neuer Stern am Himmel (A Star Is Born)
- 1955: In all diesen Nächten (The Shrike)
- 1955: … und nicht als ein Fremder (Not as a Stranger)
- 1955: Man ist niemals zu jung (You’re Never Too Young)
- 1956: Broadway-Zauber (Anything Goes)
- 1956: Mein Engel und ich (Forever, Darling)
- 1957: Schußbereit (Shoot-Out at Medicine Bend)
- 1957: Eva mit den drei Gesichtern (The Three Faces of Eve)
- 1957: Kiss Them for Me
- 1958: The High Cost of Loving
- 1959: Fünf Tore zur Hölle (Five Gates to Hell)
- 1961: Der Held der Etappe (The Last Time I Saw Archie)
- 1961: Die Vermählung ihrer Eltern geben bekannt (The Parent Trap)
- 1961: The Two Little Bears
- 1962: Mondgeflüster (Moon Pilot)
- 1963: Der Ladenhüter (Who’s Minding the Store?)
- 1964: Die Heulboje (The Patsy)
- 1965: Fremde Bettgesellen (Strange Bedfellows)
- 1966: Die Todes-Ranch (The Night of the Grizzly)
- 1970: Aristocats (The Aristocats, Stimme von Frou-Frou)

### Fernsehserien
- 1954–1959: December Bride (3 Folgen)
- 1955: Meet Mr. McNutley (Folge 2x35)
- 1955–1956: It’s a Great Life (4 Folgen)
- 1955–1959: Alle lieben Bob (The Bob Cummings Show, 15 Folgen)
- 1956: I Love Lucy (Folge 5x15)
- 1956: Our Miss Brooks (3 Folgen)
- 1956: Alfred Hitchcock präsentiert (Alfred Hitchcock Presents, Folge 2x10)
- 1956, 1958: Cheyenne (2 Folgen)
- 1958: The Real McCoys (Folge 2x04)
- 1958, 1959: Perry Mason (2 Folgen)
- 1958, 1963: 77 Sunset Strip (2 Folgen)
- 1959: Maverick (Folge 3x07)
- 1960: New Orleans, Bourbon Street (Bourbon Street Beat, Folge 1x14)
- 1961: Mr. Ed (Mister Ed, Folge 1x25)
- 1961, 1962: Jack-Benny-Show (The Jack Benny Program, 2 Folgen)
- 1962: Outlaws (Folge 2x13)
- 1962: Twilight Zone (The Twilight Zone, Folge 3x25)
- 1962: Meine drei Söhne (My Three Sons, 2 Folgen)
- 1962: Hawaiian Eye (Folge 3x37)
- 1962–1971: The Beverly Hillbillies (247 Folgen)
- 1973–1974: Der Nächste bitte! (The Brian Keith Show, 8 Folgen)
- 1975–1976: Sanford and Son (5 Folgen)
- 1978–1981: Love Boat (The Love Boat, 3 Folgen)
- 1979, 1980: CHiPs (2 Folgen)
- 1981: The Return of the Beverly Hillbillies (Fernsehfilm)
- 1983: Fantasy Island (Folge 6x14)
- 1986: Simon & Simon (Folge 6x03)
- 1986: Agentin mit Herz (Scarecrow and Mrs. King, Folge 4x07)
- 1989: Zurück in die Vergangenheit (Quantum Leap, Folge 1x04)
- 1989: Junge Schicksale (ABC Afterschool Specials, Folge 18x02)